# U-1021
U-1021 — средняя немецкая подводная лодка типа VIIC/41 времён Второй мировой войны.

## История
Заказ на постройку субмарины был отдан 13 июня 1942 года. Лодка была заложена 6 мая 1943 года на верфи Блом унд Фосс, Гамбург, под строительным номером 221, спущена на воду 13 апреля 1944 года. Лодка вошла в строй 25 мая 1944 года под командованием оберлейтенанта Вильяма Хольперта. Лодка была оснащена шноркелем.

### Флотилии
- 25 мая 1944 года — 30 ноября 1944 года — 31-я флотилия (учебная)
- 1 декабря 1944 года — 14 марта 1945 года — 11-я флотилия

### История службы
Лодка совершила один боевой поход, успехов не достигла.
Затонула предположительно 14 марта 1945 года подорвавшись на британском минном поле «HW A3» в районе с координатами 50°33′03″ с. ш. 5°11′06″ з. д. близ побережья полуострова Корнуэлл. 43 погибших (весь экипаж).
Остов лодки был одним из трёх остовов, найденных дайверами-любителями в 1999—2001 годах. Гибель лодки описывается в статье историка Axel Niestlé «The loss of U 325, U 400 and U 1021», вышедшей 4 июля 2007 года.
До находки историки считали, что U-1021 была потоплена 30 марта 1945 года глубинными бомбами с британских фрегатов HMS Rupert и HMS Conn у Гебрид, в районе с координатами 58°19′ с. ш. 05°31′ з. д.. На самом деле в той атаке погибла U-965.